# Gustav Raute

Carl Gustav Raute

Carl Gustav Raute (* 1. Dezember 1859 in Eilenburg; † 14. März 1946 ebenda) war ein deutscher Politiker (SPD, USPD). Er war Mitglied des Reichstages (1912–1918, 1920–1924), Mitglied der Weimarer Nationalversammlung (1919/1920) und Landrat des Kreises Delitzsch (1920–1925).

## Leben und Beruf
Nach dem Besuch der Volksschule bis 1874 in seiner Heimatstadt Eilenburg wurde Raute wie schon sein Vater Zigarrenarbeiter. Nach einigen Wanderjahren und abhängiger Beschäftigung machte er sich 1898 mit einer kleinen Zigarrenfabrik in Eilenburg selbständig. Während der Novemberrevolution 1919 war er Obmann des Ausschusses der Arbeiter- und Soldatenräte im Kreis Delitzsch. Von 1920 bis 1925 war Raute Landrat des Kreises Delitzsch.
Nach Raute ist die Gustav-Raute-Straße in Eilenburg benannt.

## Partei
Raute gehörte zunächst der SPD an. Er gehörte zur Minderheit der Partei, die sich im Zuge der Auseinandersetzungen um die Kriegskredite 1917 abspaltete und die USPD gründete. Als sich die USPD-Mehrheit Ende 1920 mit der KPD vereinigte, blieb er in der USPD und ging mit dem größten Teil der Restpartei Ende 1922 zur SPD zurück.

## Abgeordneter
Ab 1906 war Raute Mitglied der Stadtverordnetenversammlung von Eilenburg und des Kreistages im Kreis Delitzsch. Von 1912 bis 1918 gehörte er für den Wahlkreis Bitterfeld-Delitzsch dem Reichstag des Kaiserreiches an. 1919/20 war er Mitglied der Weimarer Nationalversammlung. Von 1920 war er bis zu den Maiwahlen 1924 erneut Reichstagsabgeordneter in der ersten Wahlperiode des Reichstags für den Wahlkreis 12 (Merseburg). In der Nationalversammlung setzte er sich am 17. Juli 1919 vergeblich dafür ein, dass das Anmeldeerfordernis im Versammlungsrecht nicht in die Weimarer Reichsverfassung aufgenommen würde.